# Valdelazor
Valdelazor fue una localidad española, hoy día despoblada, del municipio de Nuñomoral, perteneciente a la provincia de Cáceres, en la comunidad autónoma de Extremadura.

## Geografía
El lugar se encuentra en la comarca de Las Hurdes.

## Historia
A mediados del siglo XIX, la alquería, ya por entonces perteneciente a Nuñomoral, tenía contabilizadas 5 casas. Aparece descrito en el decimoquinto volumen del Diccionario geográfico-estadístico-histórico de España y sus posesiones de Ultramar de Pascual Madoz de la siguiente manera:

VALDELAZOR: alq. del concejo de Nuñomoral, prov. de Cáceres, part. jud. de Granadilla, terr. de las Hurdes. sit. en la pendiente de la sierra llamada de los Tumbarones, tiene 5 casas de las mas miserables del concejo. pobl. 2 vec. En los demas estremos con el concejo (V.)
(Madoz, 1849, p. 277)

Los últimos habitantes de la localidad, que quedó despoblada, habrían terminado instalados en Rubiaco.